# كارلوس سولير
كارلوس سولير باراغان (بالإسبانية: Carlos Soler Barragán؛ مواليد 2 يناير 1997) لاعب كرة قدم إسباني يلعب في مركز الوسط مع نادي باريس سان جيرمان الفرنسي و‌منتخب إسبانيا.
في 10 ديسمبر 2016، حقق سولير أول ظهور له مع الفريق الأول لفالنسيا والأول له في الدوري الإسباني، حيث حل محل ماريو سواريز في مباراة خسرها فالنسيا بنتيجة 2–3 ضد ريال سوسيداد في ملعب أنويتا.

## نشأته وبداياته
وُلد سولير في فالنسيا. انضم إلى فريق شباب فالنسيا في 2005 وفي البداية لعب كمهاجم ولكن تم دفعه لاحقًا إلى لاعب خط وسط مهاجم وإلى لاعب خط وسط.

## وصلات خارجية
- كارلوس سولير على موقع الاتحاد الأوربي (الإنجليزية)
- كارلوس سولير على موقع إي إس بي إن إف سي (الإنجليزية)
- كارلوس سولير على موقع قاعدة بيانات كرة القدم.إي يو (الإنجليزية)
- كارلوس سولير على موقع بيانات كرة القدم. دي إي (الألمانية)
- كارلوس سولير على موقع ليكيب (الفرنسية)
- كارلوس سولير على موقع ناشيونال فوتبول تيمز (الإنجليزية)
- كارلوس سولير على موقع Soccerbase.com (لاعب) (الإنجليزية)
- كارلوس سولير على موقع Soccerway.com (الإنجليزية)
- كارلوس سولير على موقع عالم كرة القدم.نت (الإنجليزية)
- كارلوس سولير على موقع كووورة